# Округ Џајлс (Тенеси)
Џајлс (енгл. Giles County) је округ у америчкој савезној држави Тенеси.

## Демографија
По попису из 2010. године број становника је 29.485, што је 38 (0,1%) становника више него 2000. године.
| Група             | 2000.          | 2010.          |
| Белци             | 25.281 (85,9%) | 25.221 (85,5%) |
| Афроамериканци    | 3.476 (11,8%)  | 3.012 (10,2%)  |
| Азијати           | 103 (0,3%)     | 113 (0,4%)     |
| Хиспаноамериканци | 266 (0,9%)     | 471 (1,6%)     |
| Укупно            | 29.447         | 29.485         |